# 嬬恋村立東小学校
嬬恋村立東小学校（つまごいそんりつ ひがししょうがっこう）は、群馬県嬬恋村にあった公立小学校である。

## 沿革
出典：
- 1873年（明治6年）12月8日 - 第18番中学区第200番小学校公立赤羽根小学校が赤羽根村下屋与惣次氏所有の土蔵を校舎とし開校。就学児童33名。
- 1886年（明治19年）4月 - 小学校令の発布により第156学区三原尋常小学校となる。
- 1908年（明治41年）3月 - 小学校令改正により嬬恋東尋常高等小学校となる。
- 1914年（大正3年）11月8日 - 本校および鎌原分校新築完成。
- 1938年（昭和13年）11月11日 - 本校舎増築および講堂完成。
- 1941年（昭和16年）4月1日 - 嬬恋村東国民学校と改称。
- 1947年（昭和22年）4月 - 嬬恋村立東小学校と改称。
- 1953年（昭和28年）5月31日 - 本校舎新築。
- 1975年（昭和50年）7月28日 - 新校舎建設を計画、着工。
- 1976年（昭和51年）3月23日 - 新校舎完成。
- 1980年（昭和55年）5月 - 体育館完成。
- 1981年（昭和56年）4月1日 - 校庭拡張、栽培園造成。
- 2013年（平成25年）3月31日 - 嬬恋村立鎌原小学校との統合により廃校[2]。

## 学校教育目標
徳・体・知の基礎と基本を確実に身につけさせ、人間性豊かな子どもを育てる。